# Charlie Ngatai

a Compétitions nationales et continentales officielles uniquement.

b Matchs officiels uniquement.
Dernière mise à jour le 28 juin 2024.
Charlie Ngatai, né le 17 août 1990 à Gisborne (Nouvelle-Zélande), est un joueur de rugby à XV néo-zélandais évoluant aux postes de centre ou d'arrière. Il évolue avec la province irlandaise du Leinster en United Rugby Championship depuis 2022. Il mesure 1,87 m pour 102 kg.

## Carrière

### En club
En tant que lycéen, Charlie Ngatai a été scolarisé au Gisborne Boys' High School, où il pratique le rugby et l’athlétisme. Dans le cadre de ce dernier sport, il participe à l'épreuve de 100 mètres du Australian Youth Olympic Festival en 2007, où il finit sixième avec un temps de 11 s 42. Son record sur la discipline est alors de 10 s 9.
Charlie Ngatai commence sa carrière de rugbyman professionnel en 2008 avec l'équipe de Poverty Bay en Heartland Championship (deuxième division provinciale néo-zélandaise). Il n'est alors âgé que de 17 ans, et participe activement à l’obtention de la Lochore Cup avec, notamment, un doublé lors de la finale contre Horowhenua-Kapiti,. 
L'année suivante, il rejoint la province de Wellington qui évolue en NPC.
En 2011, il fait ses débuts en Super Rugby avec la franchise des Hurricanes,. Il joue deux saisons avec la franchise, où il a un temps de jeu limité (onze matchs dont deux titularisations), car concurrencé par les internationaux comme Conrad Smith ou Ma'a Nonu, ce qui le pousse au départ,.
Il rejoint donc les Chiefs en 2013, en remplacement de l'international Sonny Bill Williams qui est retourné jouer au rugby à XIII avec les Sydney Roosters. Dans sa nouvelle franchise, Ngatai s'impose rapidement comme un cadre et il remporte le Super Rugby dès sa première saison. De même, ses bonnes performances l'ont amené à faire ses débuts au niveau international.
En 2013, il change également de province de NPC et rejoint l'équipe de Taranaki à partir de la saison 2014.
Le 7 mai 2016, il subit une grave commotion cérébrale au cours d'un match de Super Rugby contre les Highlanders, qui le prive de rugby pendant un an,.
En janvier 2018, il est annoncé qu'il rejoindra le club français du Lyon OU en Top 14 à l'issue de la saison 2018 de Super Rugby, et pour une durée de deux saisons. Après quatre saisons dans le Rhône, il quitte l'équipe à la fin de la saison 2021-2022 après avoir disputé 88 matches et inscrits 139 points.
Pour la saison 2022-2023, il rejoint l'Irlande en s'engageant avec la province du Leinster en United Rugby Championship.

### En équipe nationale
Il joue avec l'équipe de Nouvelle-Zélande des moins de 20 ans en 2010. Il remporte à cette occasion le Championnat du monde junior.
En 2012, en vertu de ses origines Māori, il est sélectionné avec les Māori All Blacks dans le cadre de sa tournée en Europe. Il est également appelé pour les tournées 2013, 2014 et 2015. Lors de ces deux dernières, il est nommé capitaine de l'équipe,.
En juillet 2015, il est sélectionné pour la première fois par Steve Hansen pour évoluer avec les All Blacks. Il connait sa première cape internationale le 8 juillet 2015 à l'occasion d'un test-match contre l'équipe des Samoa à Apia.

## Palmarès

### En club et province
- Vainqueur de la Lochore Cup en 2008 avec Poverty Bay.
- Vainqueur du Super Rugby en 2013 avec les Chiefs.
- Vainqueur du NPC en 2014 avec Taranaki.
- Vainqueur du Challenge européen en 2022 avec le Lyon OU.
- Finaliste de la Champions Cup en 2023 avec le Leinster.

### En équipe nationale
- Vainqueur du Championnat du monde junior en 2010.

## Statistiques internationales
- 1 sélection avec la Nouvelle-Zélande.
- 0 point.